# 买永彬
买永彬（1914年10月—2004年5月29日），男，回族，河南郏县人，中国环境科学家，中华人民共和国农业部环境保护科研监测所研究员、原所长。